# Helena Adamczewska
Helena Adamczewska – polska pisarka. Odznaczona Krzyżem Siedemdziesięciolecia.

## Twórczość
- Baśnie i legendy Dalekiego Wschodu (wyd. Nasza Księgarnia 1991, Wydawnictwo Naukowe PWN 2000)
- Berlińskie ABC (wyd. Iskry, 1976)
- Cudzoziemiec w Pekinie (wyd. Czytelnik, 1980)
- Jak się robi cuda? NRD -- ludzie, gospodarka, polityka (wyd. Książka i Wiedza, 1972)
- Na wyspie innego świata (wyd. Książka i Wiedza, 1963)
- Odkurzanie mitów (wyd. Nasza Księgarnia, 1987)
- Tam gdzie płynie Indus (wyd. Nasza Księgarnia, 1983)
- W cieniu Belle Epoque (wyd. Bellona, 1998)